# フライング・ラニー
フライング・ラニー（英語: Flying Ranee）は、インドの優等列車の1つ。イギリス領インド帝国時代に用いられた愛称が使われている列車で、ムンバイとスーラトの間を結び、高速急行（Superfast Express）に位置づけられている。

## 歴史
「フライング・ラニー」と名付けられた列車が最初に営業運転を開始したのは、イギリス領インド帝国時代の1906年に遡る。当時バルサール地区（現：ヴァルサッド地区）を収めていた地区監督の妻の名前が愛称の由来となった。庶民向けの列車として設定され毎週1往復が運行していたが、第一次世界大戦の影響で1914年に廃止された。
その後、1937年に同区間に復活し、ボンベイ（現：ムンバイ）とスーラト間を4時間という高速で運行する列車はビジネス利用客の間で高い人気を得た。車内には電話サービスが設置された展望車も設置されていた。だが、第二次世界大戦の勃発により1939年をもってこの列車も廃止された。
「フライング・ラニー」が2度目の営業運転再開を果たしたのはインド独立後の1950年11月1日で、スーラト駅では出発式典も実施された。当時の編成には2等車、3等車に加え、菜食主義者・非菜食主義者双方向けの食堂車も連結されていた。列車は日曜日を除いた週6日に1往復が運行されていた。導入当初は停車駅を少数に限定していたが、以降は観光需要を受けて停車数が増加した。それでも1965年にはインドで最速の都市間中距離列車と称され、使用客車には専用塗装が設定された。牽引する機関車に関しては1977年に電気機関車へ変更されている。
その後、1979年12月には2等車が2階建て客車（非冷房）に変更され、以降は長期に渡ってこれらを含めたICF客車によって運行されていたが、2023年7月以降は近代化を目的に使用車両がLHB客車に置き換えられている。

## 概要
2023年以降の「フライング・ラニー」はムンバイ中央駅とスーラト駅の間、全長263 kmの区間を4時間40分で走行し、毎日1往復が設定されている。編成は牽引機関車を含めて21両編成で、そのうち乗客が利用可能な客車として以下の車両が連結されている。
- 指定席車両
  - 冷房付き座席車（AC Chair Car）：2両
  - 2等座席車（Second Class Chair Car）：7両
- 自由席車両
  - 2等座席車（Second Class Chair Car）：3両
  - 一般座席車（General Second Class）：3両
  - ファーストクラスMST利用客向け一般座席車：1両
  - セカンドクラスMST利用客向け一般座席車：2両
  - 女性専用一般座席車：1両
  - セカンドクラスMSTレディース利用客向け一般座席車：1両

## ギャラリー

### ICF客車時代

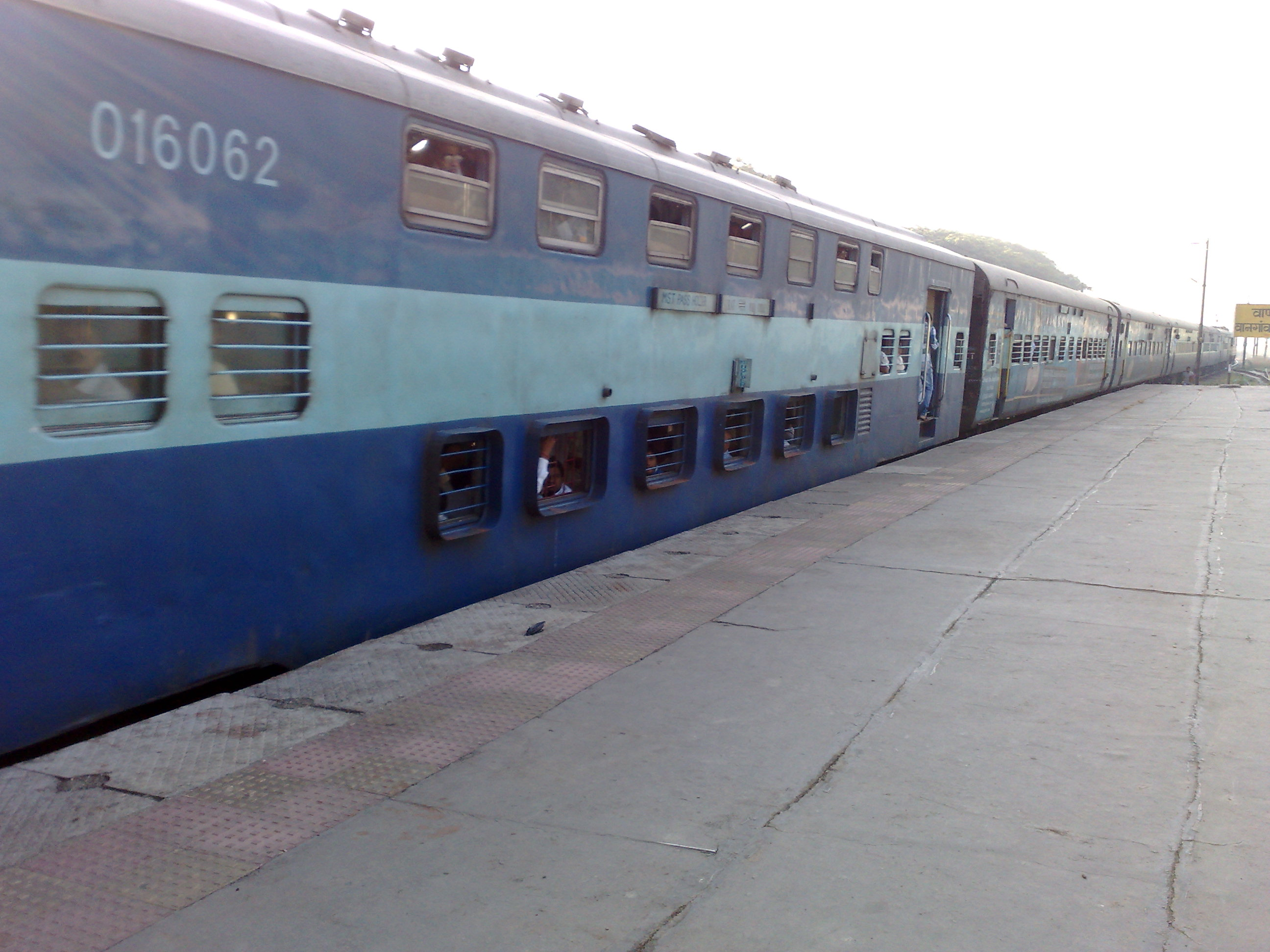
フライング・ラニー（2012年撮影）
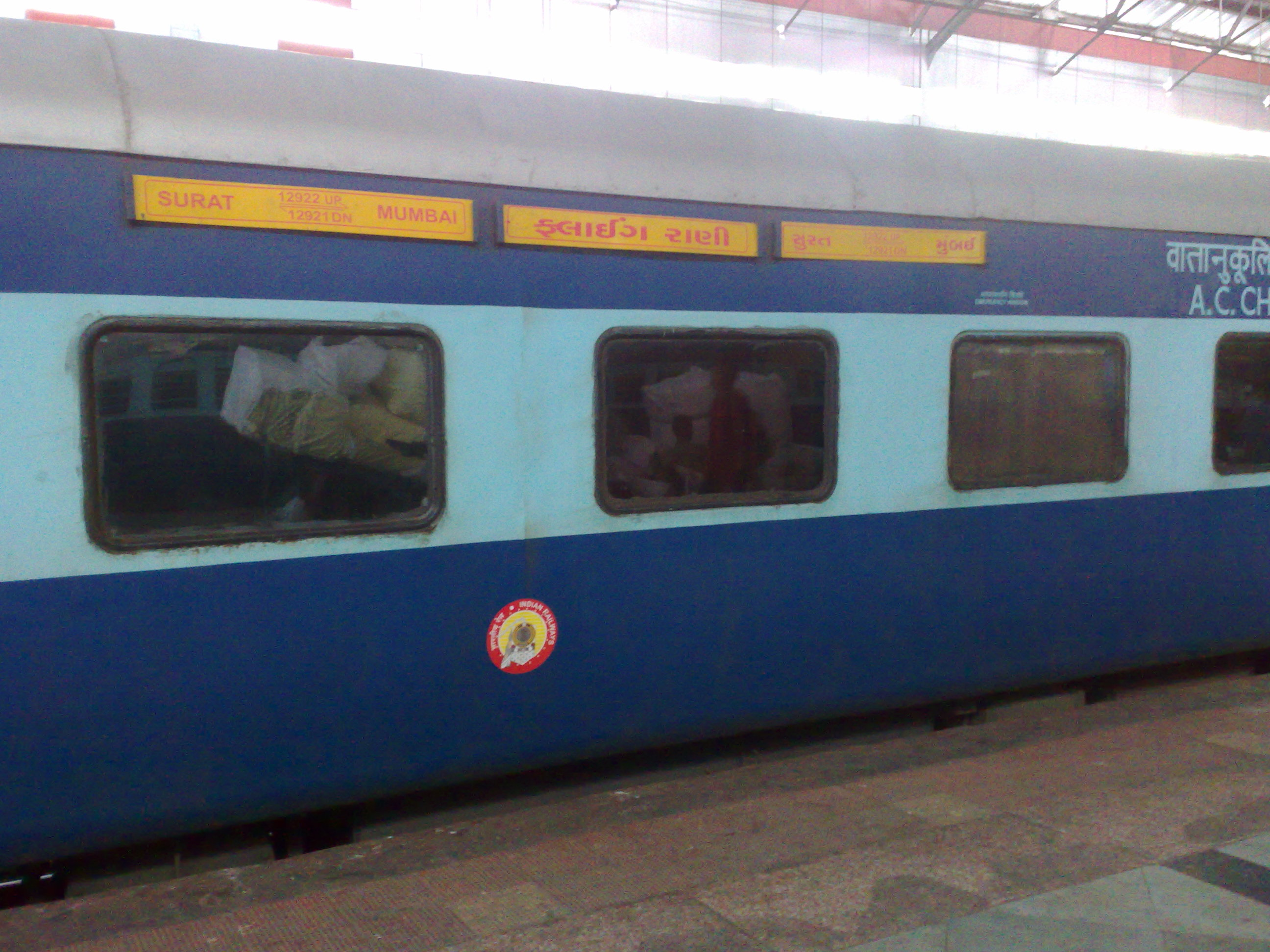
冷房付き座席車（2014年撮影）
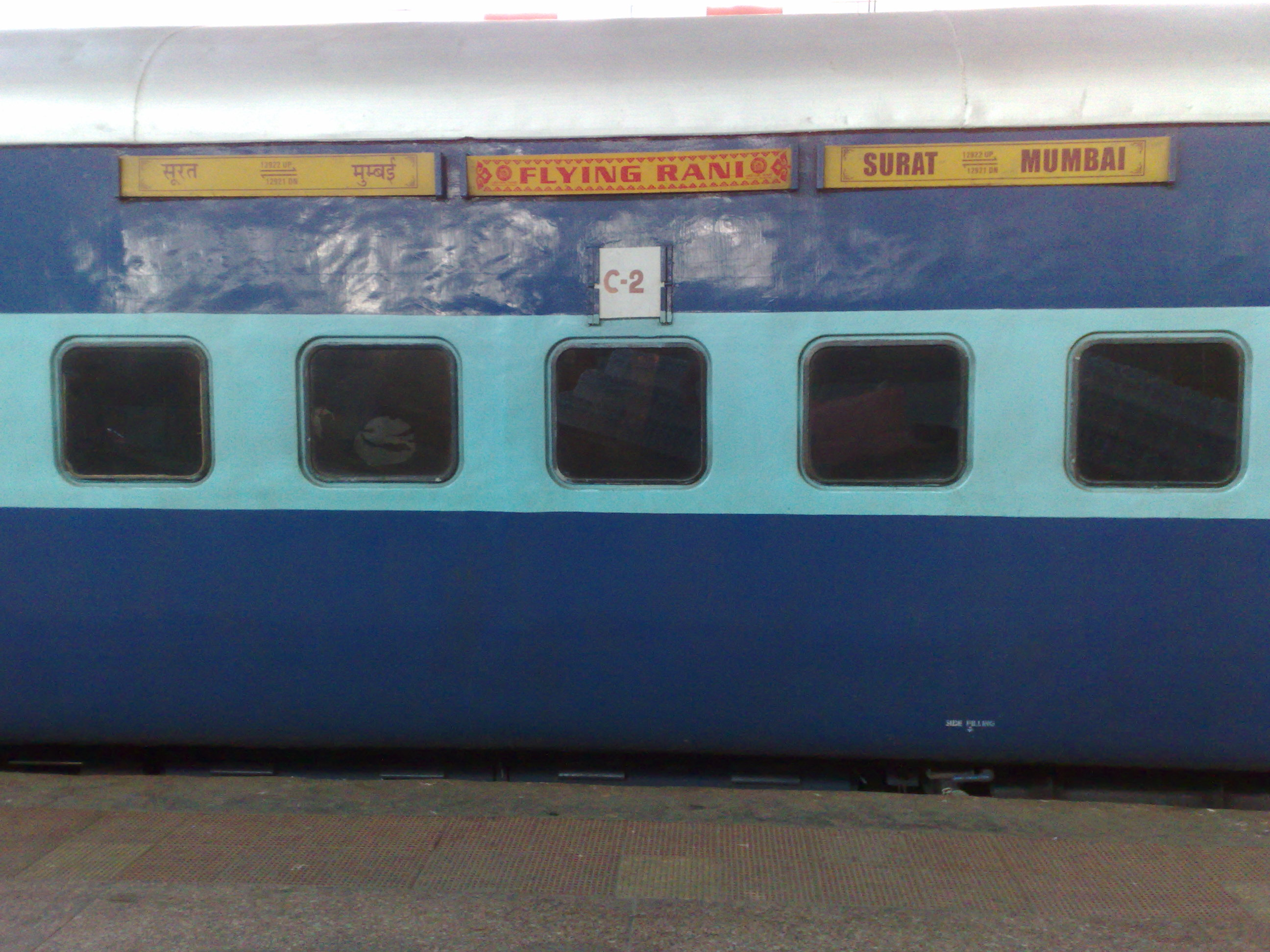
座席車（2013年撮影）
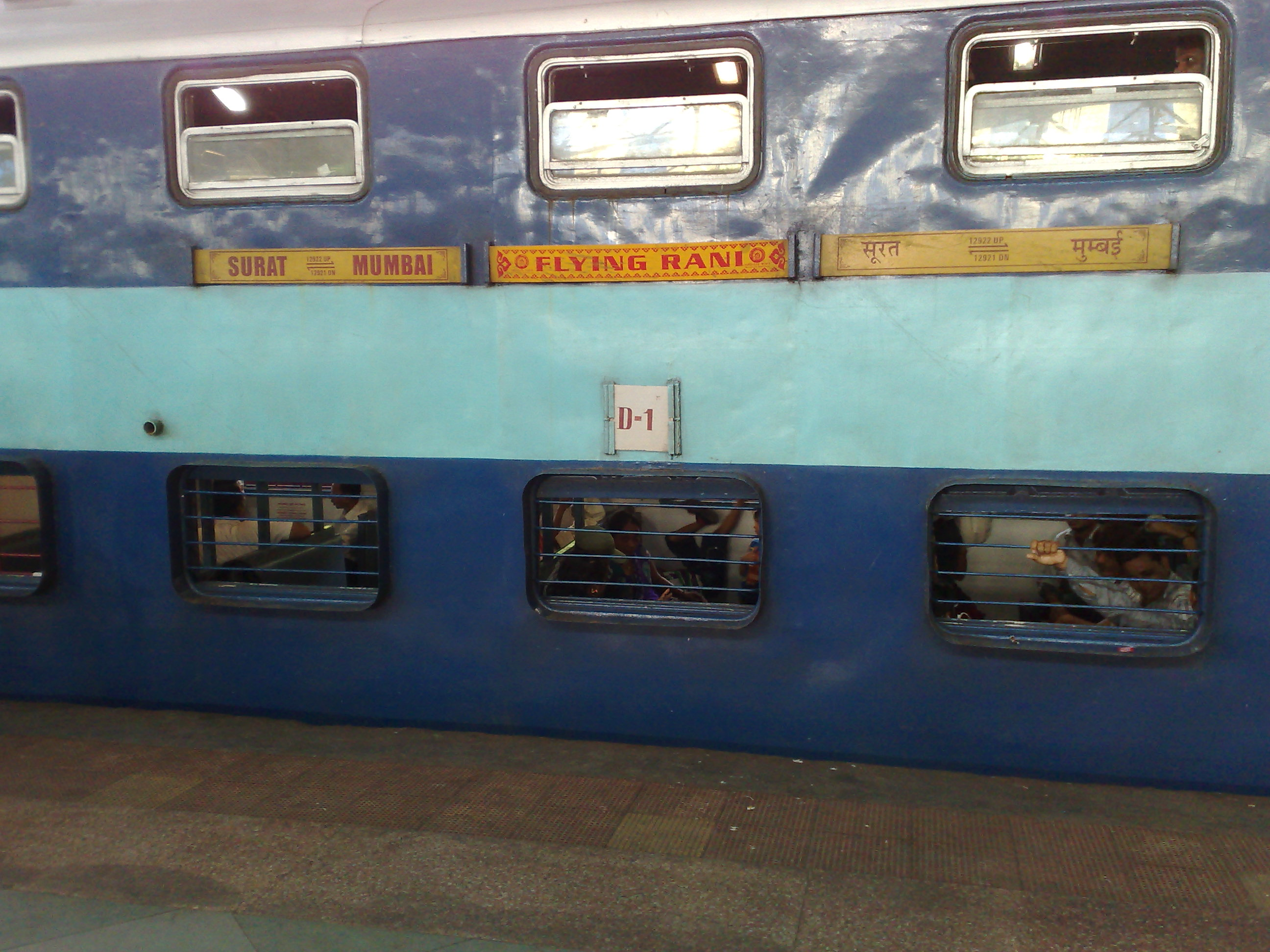
2階建て座席車（2013年撮影）